# 情迷大話王
《情迷大話王》是2001年出品的一部香港愛情喜劇電影，由王晶 執導、監製及編劇，黎明、張柏芝、吳孟達、苑瓊丹等主演，在香港、澳門及尼泊爾拍攝。

## 情節介紹
Wonderful是一個在愛情路上徘徊的失意女子，而OK賴則是一個小古惑。故事講述Wonderful感情失意時，偶然在便利店遇上大話王OK賴。法師在法會中，向Wonderful表示她的姻緣已經近在眼前，但卻連系於尼泊爾的聖地，宣稱在那地方她的姻緣才得成就。法師叮囑OK賴以後不可以過於吹噓，否則會斷送大好的姻緣，並法將兩條彩帶分別送給OK賴和Wonderful，增加二人的運氣。某天，兩人再次相遇，Wonderful誤以為OK賴是富家子弟，接受了OK賴的邀請，與他一起吃午餐。Wonderful本來悉心打扮準備應約，然而Wonderful的父親訛稱住在澳門的祖母生病，於是OK賴約她在澳門見面。原來Wonderful的父親在澳門借下了大筆貴利，OK賴不忍Wonderful被傷害，四出借錢救她，Wonderful非常感動，對OK賴萌生愛念，彼此的緣份逐漸拉近。後來OK賴被揭穿並非富豪，一向最痛恨別人講大話的Ｗonderful 感到再受騙，在沒有安全感之下出走，一段大好的姻緣因而掀起了波瀾。

## 主要角色
- 黎明－OK 賴
- 張柏芝－Wonderful
- 吳孟達－吹水文
- 苑瓊丹－吹水妻
- 張達明－純潔
- 梁愛－Wonderful祖母
- 李煒尚－威威
- 吳文忻－神婆
- 張文慈－Selina
- 陳豪－Edword Lee
- 鄒凱光－
- 許紹雄－OK 老闆
- 陳安瑩－OK 老闆娘
- 阮小儀－
- 李思蓓－
- 楊恭如－Mona
- 潘恆生－寧波車
- 劉寶賢－貴利強
- 葛民輝－
- 白嘉倩－肥珍
- 謝偉賢－大頭
- 梁志安－丫烏婆新郎
- 高寶雲－牛太太
- 曾慕雪－7-11 收銀妹
- 劉蜀永－收銀妹男朋友
- 董偉強－大陸買衫客人
- 媚姨－大陸買衫富婆
- 譚振強－司警甲
- 羅偉文－司警乙
- 陳貴華－收數佬甲
- 黃星恆－收數佬乙

## 電影歌曲
- 主題曲：《簡愛》（作曲：黎明；填詞：甄健強；編曲：雷頌德；主唱：黎明）
- 插曲：《經驗》（作曲：Jim Lau；填詞：陳少琪；主唱：張柏芝）

## 外部連結
- 香港影庫上《情迷大話王》的資料（繁體中文）